# 周溪镇
周溪镇，是中华人民共和国江西省九江市都昌县下辖的一个乡镇级行政单位。

## 行政区划
周溪镇下辖以下地区：
新镇社区、周溪社区、双垅村、花桥村、下湖村、沙岭村、后湖村、输湖村、柴棚村、泗山村、梅沙村、黄湖村、盘湖村、新建村、虬门村、古塘村、马山村、棠荫村和枭阳村。